# ألكسيس كولر
ألكسيس كولر (بالفرنسية: Alexis Kohler) هو مسؤول فرنسي، ولد في 16 نوفمبر 1972 في ستراسبورغ في فرنسا.